# دایملر-بنز

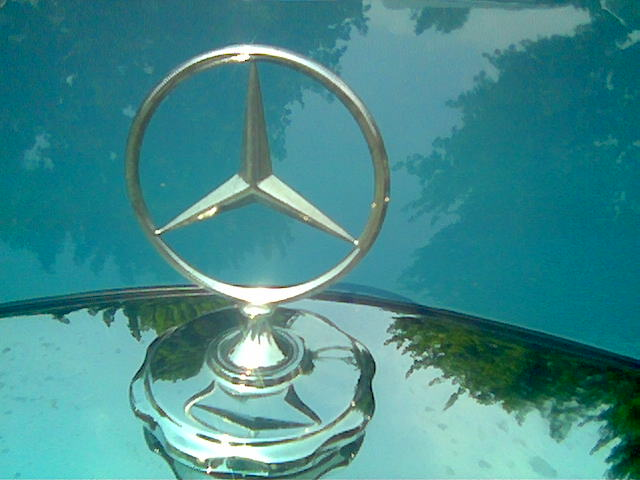
نماد مشهور مرسدس-بنز، که توسط دایملر-بنز خلق گردید

دایملِر-بِنز (به آلمانی: Daimler-Benz) شرکت خودروسازی و صنایع سنگین آلمانی بود، که در زمینه طراحی و تولید خودرو، موتورهای درون‌سوز، هواگرد، تانک و زیردریایی فعالیت می‌نمود.
ریشه‌های تأسیس شرکت دایملر-بنز، به سال ۱۸۹۰ بازمی‌گردد، که شرکت دایملر-موتورن-گیزلشافت (به‌اختصار: دی‌ام‌جی) توسط گوتلیب دایملر و ویلهلم مایباخ راه‌اندازی شد. در سال ۱۹۰۰ دایملر درگذشت و مایباخ کنترل شرکت را در دست گرفت. در ۱۹۰۲ در پی انعقاد قراردادی میان مایباخ و امیل جلینک شرکت دی‌ام‌جی اقدام به راه‌اندازی خط تولید مرسدس نمود، که نام مرسدس نیز از ابتدای نام دختر امیل جلینک، یعنی مرسدس جلینک گرفته شده بود.
شرکت دایملر-بنز در سال ۱۹۲۶ از ادغام شرکت دایملر-موتورن-گیزلشافت و شرکت بنز اند سی (مؤسس: کارل بنز) راه‌اندازی شد. از تاریخ ۲۸ ژوئن ۱۹۲۶ خودروهای تولید شده توسط کارخانجات شرکت جدید، با برند مرسدس بنز به بازار عرضه گردید.
شرکت دایملر-بنز در سال ۱۹۹۸ در پی ادغام با کمپانی آمریکایی کرایسلر منحل شد و شرکت جدید دایملرکرایسلر نام گرفت. شرکت دایملرکرایسلر نیز در سال ۲۰۰۷ پس از خریداری کرایسلر توسط شرکت مدیریت سرمایه سربروس، به دایملر آگ تبدیل شد.